# Liste der Monuments historiques in Chalèze
Die Liste der Monuments historiques in Chalèze führt die Monuments historiques in der französischen Gemeinde Chalèze auf.

## Liste der Immobilien
| Bezeichnung         | Beschreibung | Standort                                                                                | Kennzeichnung | Schutzstatus | Datum | Bild |
| ------------------- | --- | --------------------------------------------------------------------------------------- | ------------- | ------------ | ----- | ---- |
| Aquädukt von Arcier | auch Aquädukt von Besançon; vermutlich unter den Flaviern in der zweiten Hälfte des 1. Jahrhunderts zur Versorgung von Vesontio aus den Sources d’Arcier erbaut; im Gemeindegebiet unterirdisch erhalten; auch zu Besançon und weiteren Gemeinden | südlich des Ortes an der Côte d’Arbois und östlich des Ortes an der Côte de Joux (Lage) | PA25000093    | Inscrit      | 2021  |      |

## Liste der Objekte
| Bezeichnung                       | Beschreibung                                                                                          | Standort                                    | Kennzeichnung | Schutzstatus | Datum | Bild |
| --------------------------------- | --- | ------------------------------------------- | ------------- | ------------ | ----- | ---- |
| Gemälde Stiftung des Rosenkranzes | Ölfarbe auf Leinwand, 16. Jahrhundert                                                                 | in der Kirche Nativité-de-Notre-Dame (Lage) | PM25000488    | Classé       | 1910  |      |
| Hauptaltar                        | Retabel und zwei Gemälde; Holz, farbig gefasst, Ölfarbe auf Leinwand, 18. Jahrhundert                 | in der Kirche Nativité-de-Notre-Dame (Lage) | PM25001958    | Inscrit      | 1999  |      |
| Wandvertäfelung des Chorraums     | mit zwei Skulpturen; Holz, farbig gefasst, 18. Jahrhundert                                            | in der Kirche Nativité-de-Notre-Dame (Lage) | PM25001959    | Inscrit      | 1999  |      |
| Pfingstwunderaltar                | rechter Seitenaltar; Retabel und Gemälde; Holz, farbig gefasst, Ölfarbe auf Leinwand, 18. Jahrhundert | in der Kirche Nativité-de-Notre-Dame (Lage) | PM25001960    | Inscrit      | 1999  |      |
| Maria-Rosenkranz-Altar            | linker Seitenaltar; Retabel; Holz, farbig gefasst, 18. Jahrhundert                                    | in der Kirche Nativité-de-Notre-Dame (Lage) | PM25001961    | Inscrit      | 1999  |      |
| Kanzel                            | Holz, farbig gefasst, 18. Jahrhundert                                                                 | in der Kirche Nativité-de-Notre-Dame (Lage) | PM25001962    | Inscrit      | 1999  |      |
| Glocke                            | Bronze, 1774 gegossen                                                                                 | in der Kirche Nativité-de-Notre-Dame (Lage) | PM25000489    | Classé       | 1942  |      |